# Pachysphinx occidentalis
Pachysphinx occidentalis (tên tiếng Anh: Big Poplar Sphinx) là một loài bướm đêm thuộc họ Sphingidae. It lives throughout Canada và Hoa Kỳ.

## Hình ảnh

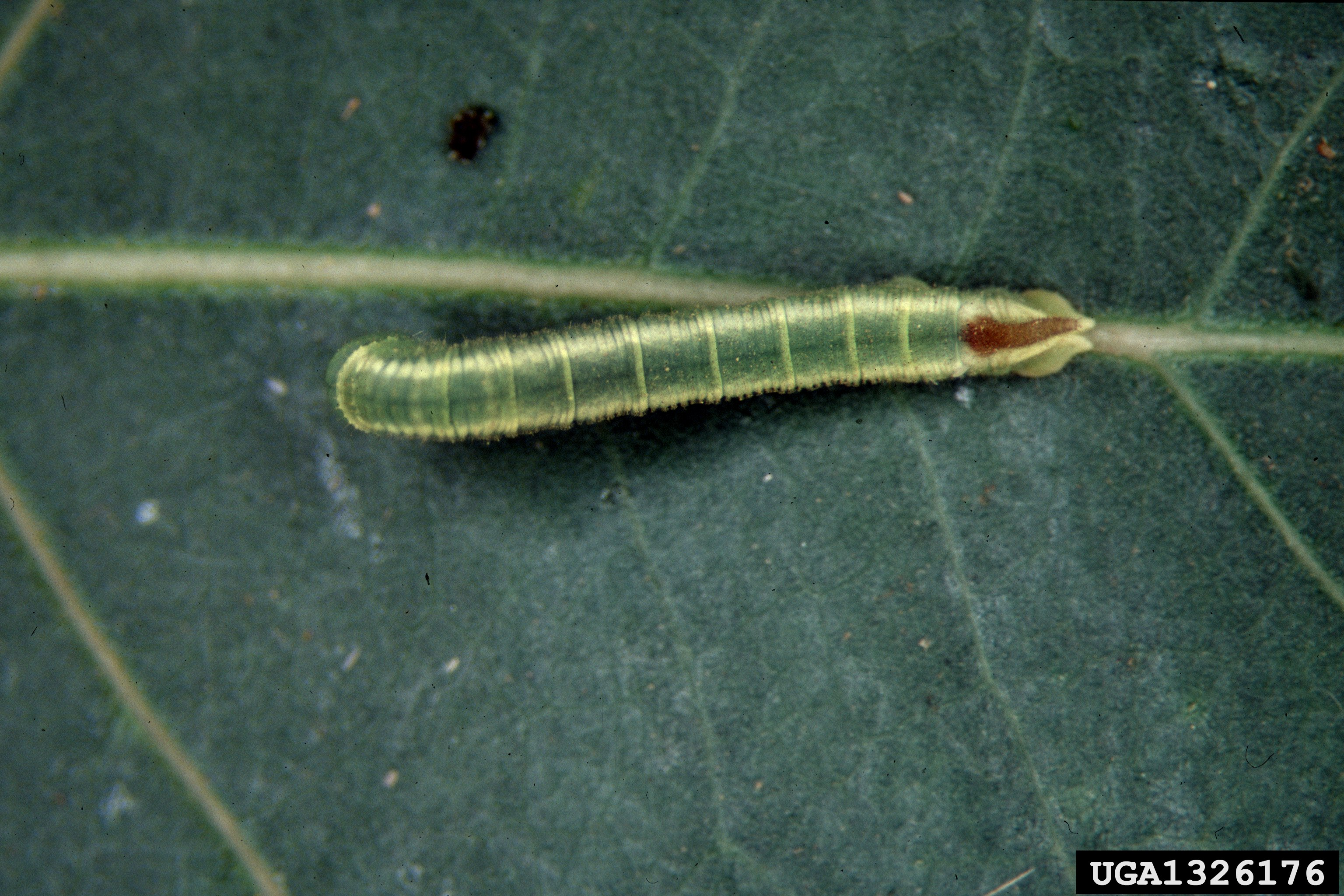
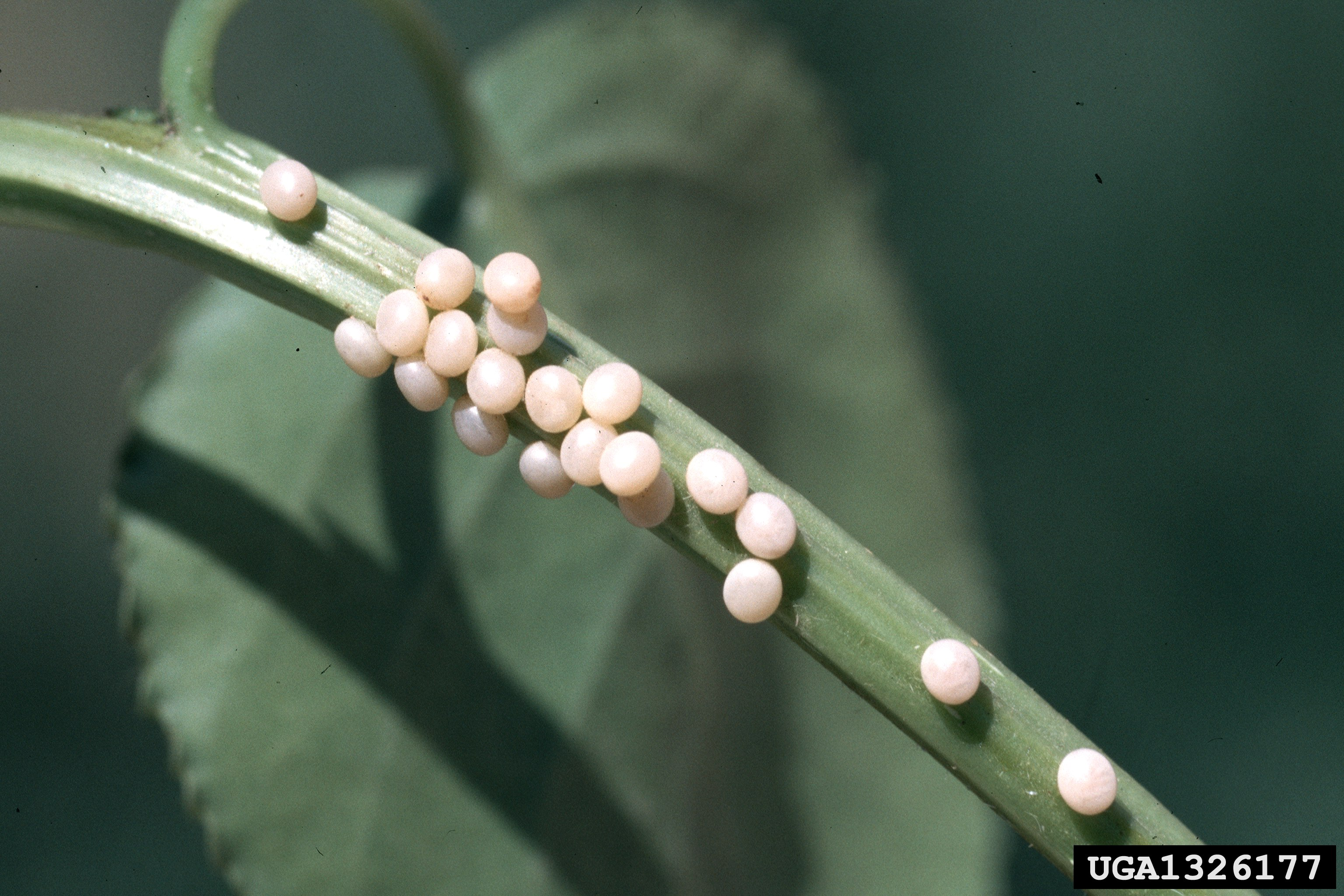
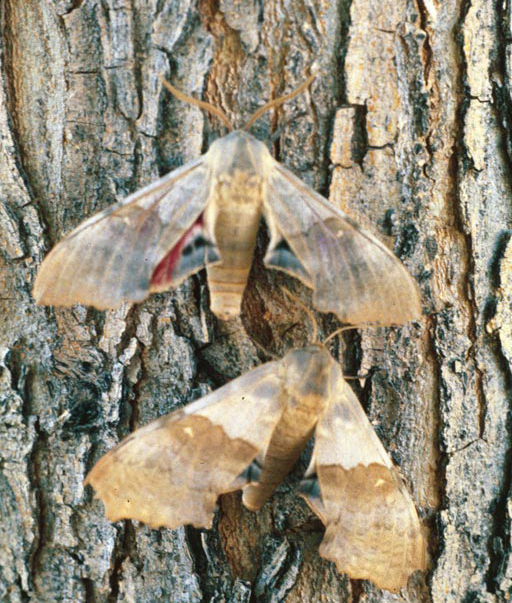

## Phụ loài
- Pachysphinx occidentalis occidentalis
- Pachysphinx occidentalis regalis Rothschild & Jordan, 1903